# Schlacht bei Pelagonia
Die Schlacht bei Pelagonia fand im September 1259 zwischen dem Kaiserreich Nikaia und dem Fürstentum Achaia in der Nähe der Stadt Pelagonia statt.

## Hintergrund
Kaiser Theodor II. Laskaris war 1258 gestorben. Sein Nachfolger wurde der junge Johannes IV. Laskaris unter der Regentschaft von Michael VIII., der das Byzantinische Reich wiederherstellen und das gesamte Gebiet, das vor dem Vierten Kreuzzug beherrscht wurde, zurückerobern sollte. 1259 heiratete Wilhelm II. von Villehardouin, der Fürst von Achaia, Anna (oder Agnes) Komnene Dukaina, Tochter des Michael II. Angelos, Despot von Epirus, und festigte damit die Allianz zwischen Epirus und Achaia gegen Nikaia. Ein weiterer Verbündeter war Manfred von Sizilien, ein weiterer Schwiegersohn Michaels, der sie mit 400 Rittern unterstützte.

## Die Schlacht
1259 fielen die Nikäer in Thessalien ein, im September marschierte eine Armee aus Achaia und Epirus nach Norden, um ihnen zu begegnen. Die Nikäer wurden vom Sebastokrator Johannes Palaiologos angeführt. Nach der französischen Chronik von Morea bestand die Armee Nikaias neben den Byzantinern aus türkischen Söldnern, 2.000 Kumanen, 300 Deutschen, 13.000 Ungarn, 4.000 Serben und Bulgaren, einigen Walachen – aber alle Zahlen, auch die von etwa 27 Kavalleriedivisionen scheinen übertrieben. Johannes (in der Chronik fälschlich Theodor genannt) zog auch die lokalen Bauern zusammen und platzierte sie auf den Hügeln, so dass sie von weitem wie ein Teil seiner Armee aussahen.
Johannes Palaiologos schickte einen falschen Deserteur zu Wilhelm und Michael II., der die Truppenstärke der Byzantiner ebenfalls übertrieb. Der Herzog von Kärnten, der auch 300 Deutsche anführte, glaubte die Angaben nicht und brachte die Achäer dazu, zu bleiben, als sie sich schon zur Flucht entschieden hatten. Michael II. und seine Truppen hingegen liefen in der Nacht auf die Gegenseite über. Nach Georgios Pachymeres geschah dies wegen eines Streits zwischen Michaels II. unehelichem Sohn Johannes I. Dukas Komnenos und Wilhelm.
Am nächsten Tag griffen die Deutschen unter dem Herzog von Kärnten die deutschen Söldner auf der Gegenseite an. Der Herzog fiel in der Schlacht, die ungarischen Bogenschützen töteten die achäischen Pferde und machten die Ritter dadurch wehrlos. Die achäischen Fußsoldaten flohen, die Ritter ergaben sich, Fürst Wilhelm floh ebenfalls und versteckte sich unter einem Heuhaufen in der Nähe, wo er bald entdeckt wurde. Er wurde zu Johannes Palaiologos gebracht, dem Bruder Michaels VIII., der den Feldzug befehligte, und der Wilhelm gefangen setzte, bis er strategisch wichtige Festungen in Achaia (darunter Mistra) den Byzantinern aushändigte.

## Folgen
Johannes Palaiologos eroberte anschließend Theben und machte das Fürstentum Achaia, bis dahin der stärkste fränkische Staat in Griechenland, zu einem Vasallen Nikaias; das Herzogtum Athen nahm bald dessen Stelle ein.
Die Chronik von Morea erzeugt mit der Behauptung, der Herzog von Kärnten habe an der Schlacht teilgenommen und sei gefallen, ein Problem. Der Herzog zu dieser Zeit war Ulrich III., der aber noch zehn Jahre lang nach 1259 regierte. Es ist zu vermuten, dass der Chronist einen Herzog als Gegenpart zu Wilhelm erfand. Andere griechische Quellen außer Georgios Pachymeres sind Georgios Akropolites, Nikephoros Gregoras und Georgios Sphrantzes.